# Yvonne Cagle
Yvonne Darlene Cagle (* 24. April 1959 in West Point, New York) ist eine US-amerikanische Astronautin der NASA.

## Frühe Jahre und Ausbildung
Cagle wurde am 24. April 1959 in West Point im US-Bundesstaat New York geboren und wuchs in Novato, Kalifornien auf, wo sie 1977 ihren Schulabschluss an der Novato High School machte.
Im Jahr 1981 erwarb sie einen Bachelor in Biochemie an der San Francisco State University und 1985 den Doktor der Medizin an der University of Washington. Im Jahr 1988 erhielt sie die Zertifizierung in Flug- und Raumfahrtmedizin und 1995 die Zertifizierung als leitende flugmedizinische Sachverständige der Federal Aviation Administration.

## Karriere bei der NASA
Nach einigen Jahren im Dienst der United States Air Force, die ihre medizinische Ausbildung durch ein Stipendium ermöglicht hatte, arbeitete Cagle von 1994 bis 1996 an der Occupational Health Clinic des Lyndon B. Johnson Space Centers in Houston, Texas.
Am 1. Mai 1996 wurde sie als Missionsspezialistin der NASA-Gruppe 16 ausgewählt und begann ab August desselben Jahres das zweijährige NASA-Astronautenanwärter-Trainingsprogramm, das sie erfolgreich beendete. Sie arbeitete zunächst in der Abteilung Astronaut Office Operations Planning, wo sie mit ihrer Expertise das Space-Shuttle-Programm und die Internationale Raumstation unterstützte, und wurde später ans Ames Research Center versetzt.
Cagle nahm nie an einem Raumflug teil und wird seit 2018 als „NASA Management Astronaut“ geführt, was bedeutet, dass sie bei der NASA angestellt ist, aber nicht mehr für Raumfahrteinsätze in Frage kommt.

## Gastprofessur
Im Jahr 2014 war Cagle als Gastprofessorin an der Fordham University tätig, von der ihr im selben Jahr die Ehrendoktorwürde verliehen wurde.